# مراقبت و دوستی
مراقبت و دوستی (انگلیسی: Tend and befriend) نوعی رفتار است که برخی از جانداران از جمله انسانها در پاسخ به تهدید از خود بروز می دهند. این رفتار شامل حفاظت از فرزندان (مراقبت) و عضویت در یک گروه به منظور دفاع مشترک (دوستی) می شود. از نظر تئوری مراقبت و دوستی پاسخ اولیه زنان یا جنس ماده به استرس است، در حالیکه پاسخ اولیه مردان یا جنس نر به استرس جنگ یا گریز است. مدل تئوریک مراقبت و دوستی نخستین بار توسط دکتر شلی تیلور و تیم تحقیقاتی اش در دانشگاه لس آنجلس کالیفرنیا ارائه شد و در سال ۲۰۰۰ در نشریه سایکولوژیکال ریویو منتشر گردید. 